# Križ sv. Janeza Krstnika
Križ sv. Janeza Krstnika je sestavljen iz srebrnega križa na rdečem polju in grafično dopolnjuje križ sv. Jurija. V srednjem veku je bil simbol proimperialnih gibelinov.

## Zgodovina
Križ sv. Janeza Krstnika je zelo star in po splošnem prepričanju izvira iz krvave zastave (Blutfahne), prvotne zastave vladarja Svetega rimskega cesarstva, ki jo je sestavljala rdeča draperija, na katero je bil dodan srebrni križ; zato je bil križ simbol pripadnosti cesarski strani gibelinov v nasprotju s križem sv. Jurija, ki je označeval prednost gvelfov.

## Države in mesta, kjer je križ del zastave ali grba

### Države
- Sveto rimsko cesarstvo (1200–1350)
- Savojska vojvodina
- Republika Firence
- Kraljevina Sardinija
- Kraljevina Italija
- Suvereni malteški viteški red
- Švica (podobno)

### Dežele
- Piemont
- Rona - Alpe
- Savoie

### Mesta
- Asti
- Blanes
- Borgomanero
- Bormio
- Bosa
- Broni
- Cagliari
- Cassano Magnago
- Castelfranco Veneto
- Ceneda
- Chambéry
- Collegno
- Como
- Cuneo
- Domodossola
- Fabriano
- Fidenza
- Garlasco
- Livigno
- Lugano
- Matelica
- Mendrisio
- Mirano
- Moncalieri
- Mondovì
- Nicosia
- Noale
- Noli
- Noto
- Novara
- Oderzo
- Oklahoma City
- Oleggio
- Pavia
- Porto Tolle
- Rivoli
- Sarre
- Sassari
- Spiere-Helkijn
- Tarkvinija
- Treviso
- Tuscania
- Valence
- Verrua Po
- Vicenza
- Dunaj
- Viterbo